# Shirobako
Shirobako (SHIROBAKO, litt. Boîte blanche) est une série télévisée d'animation produite par le studio P.A. Works et réalisée par Tsutomu Mizushima. La série entame sa diffusion le 9 octobre 2014 au Japon sur la chaîne Tokyo MX et en simulcast dans les pays francophones sur la plateforme Anime Digital Network.
Une adaptation en manga illustrée par Mizutama a commencé sa prépublication dans le magazine Dengeki Daioh des éditions ASCII Media Works le 27 septembre 2014.

## Synopsis
Shirobako se déroule dans l'univers de l'industrie de l'animation japonaise. Aoi et ses amies vont découvrir le quotidien et les difficultés des principaux postes existant pour l'adaptation d'un manga en anime, en partant des premières esquisses jusqu'au doublage des personnages...

## Personnages
Aoi Miyamori (宮森 あおい, Miyamori Aoi)
Ema Yasuhara (安原 絵麻, Yasuhara Ema)
Shizuka Sakaki (坂木 しずか, Sakaki Shizuka)
Misa Tōdō (藤堂 美沙, Tōdō Misa)
Midori Imai (今井 みどり, Imai Midori)

## Manga
Une adaptation en manga nommée Shirobako: Kaminoyama Kōkō Animation Dōkōkai (SHIROBAKO 〜上山高校アニメーション同好会〜) écrite par Kenji Sugihara et illustrée par Mizutama a commencé sa prépublication dans le numéro de novembre 2014 du magazine Dengeki Daioh des éditions ASCII Media Works, commercialisé le 27 septembre 2014. Le premier volume est publié le 27 janvier 2015.

## Anime
La série d'animation est produite par les studios P.A. Works et réalisée par Tsutomu Mizushima. Le scénario est écrit par Michiko Yokote et la musique est composée par Shirō Hamaguchi[réf. nécessaire]. La série commence sa diffusion le 9 octobre 2014 sur la chaîne Tokyo MX au Japon et en simulcast dans les pays francophones sur Anime Digital Network et sur la chaîne J-One. Une suite en film d'animation est sortie le 29 février 2020.

### Liste des épisodes
| No | Titre français                                | Titre japonais                             | Titre japonais                                    | Date de 1re diffusion |
| No | Titre français                                | Kanji                                      | Rōmaji                                            | Date de 1re diffusion |
| -- | --------------------------------------------- | ------------------------------------------ | ------------------------------------------------- | --------------------- |
| 1  | Exodus, vers un avenir meilleur !             | 明日に向かって、えくそだすっ!              | Ashita ni mukatte, ekusodasu！                    | 9 octobre 2014        |
| 2  | Alpine est là !                               | あるぴんわいます!                          | Arupin wa imasu！                                 | 16 octobre 2014       |
| 3  | Marre des récapitulatifs !                    | 総集編わもういやだ                         | Sōshūhen wa mō iya da                             | 23 octobre 2014       |
| 4  | J'ai fait une bêtise...                       | 私ゃ失敗こいちまってさ                     | Watasha shippai koichimatte sa                    | 30 octobre 2014       |
| 5  | Arrête de tout coller sur le dos des autres ! | 人のせいにしているようなヤツわ辞めちまえ！ | Hito no sei ni shiteiru yōna yatsu wa yamechimae! | 6 novembre 2014       |
| 6  | Space Exodus Idepon Miyamori                  | イデポン宮森 発動篇                        | Idepon Miyamori hatsudō-hen                       | 13 novembre 2014      |
| 7  | Reprise pour un chat                          | ネコでリテイク                             | Neko de riteiku                                   | 20 novembre 2014      |
| 8  | Ce n'est pas pour t'engueuler                 | 責めてるんじゃないからね                   | Semeterun janai kara ne                           | 27 novembre 2014      |
| 9  | Que crois-tu que j'essayais de dire ?         | 何を伝えたかったんだと思う？               | Nani o tsutaetakattan da to omou?                 | 4 décembre 2014       |
| 10 | Juste un dernier verre !                      | あと一杯だけね                             | Ato ippai dake ne                                 | 11 décembre 2014      |
| 11 | La Petite Fille aux croquis                   | 原画売りの少女                             | Genga uri no shōjo                                | 18 décembre 2014      |
| 12 | Exodus Christmas                              | えくそだす·クリスマス                      | Ekusodasu kurisumasu                              | 25 décembre 2014      |
| 13 | Quel est votre nuage préféré ?                | 好きな雲って何ですか？                     | Suki na kumo tte nan desu ka?                     | 8 janvier 2015        |
| 14 | Audition sans code d'honneur                  | 仁義なきオーディション会議！               | Jinginaki ōdishon kaigi!                          | 15 janvier 2015       |
| 15 | Ça ne posera pas problème ?                   | こんな絵でいいんですか？                   | Konna e de īn desu ka?                            | 22 janvier 2015       |
| 16 | Une Colère noire                              | ちゃぶだい返し                             | Chabudai gaeshi                                   | 29 janvier 2015       |
| 17 | Je ne sais pas où je suis...                  | 私どこにいるんでしょうか…                  | Watashi doko ni irun deshō ka...                  | 5 février 2015        |
| 18 | Vous avez bien manigancé votre coup!          | 俺をはめやがったな!                        | Ore o hameyagatta na!                             | 12 février 2015       |
| 19 | Ça mord ?                                     | 釣れますか?                                | Tsuremasu ka?                                     | 19 février 2015       |
| 20 | Ça roule, ma poule !                          | がんばりマスタング!                        | Ganbari-Masutangu!                                | 26 février 2015       |
| 21 | Viens pas me parler de qualité !              | クオリティを人質にすんな                   | Kuoriti o hitojichi ni sunna                      | 5 mars 2015           |
| 22 | Noah est en sous-vêtements !                  | ノアは下着です.                            | Noa wa shitagi desu。                             | 12 mars 2015          |
| 23 | Une Colère noire, la suite !                  | 続·ちゃぶだい返し                          | Zoku chabudai gaeshi                              | 19 mars 2015          |
| 24 | Le Rendu inespéré                             | 遠すぎた納品                               | Tōsugita nōhin                                    | 26 mars 2015          |

### Doublage
| Personnages    | Personnages    | Voix japonaises  |
| -------------- | -------------- | ---------------- |
| Aoi Miyamura   | Aoi Miyamura   | Juri Kimura      |
| Ema Yasuhara   | Ema Yasuhara   | Haruka Yoshimura |
| Shizuka Sakaki | Shizuka Sakaki | Haruka Chisuga   |
| Misa Tōdō      | Misa Tōdō      | Asami Takano     |
| Midori Iwai    | Midori Iwai    | Hitomi Ōwada     |

## Accueil

### Récompense
Shirobako est primé lors de la 20e édition de la convention Animation Kobe dans la catégorie Anime qui récompense les séries télévisées d'animation japonaises, ainsi qu'internationales,.